# Гостковиці (Любуське воєводство)
Гостковіце (пол. Gostkowice, нім. Gerlachstal) — село в Польщі, у гміні Богданець Гожовського повіту Любуського воєводства.
Населення — 112 осіб (2011).

## Демографія
Демографічна структура станом на 31 березня 2011 року:
|          | Загалом | Допрацездатний вік | Працездатний вік | Постпрацездатний вік |
| -------- | ------- | ------------------ | ---------------- | -------------------- |
| Чоловіки | 57      | 16                 | 39               | 2                    |
| Жінки    | 55      | 21                 | 26               | 8                    |
| Разом    | 112     | 37                 | 65               | 10                   |